# Mečka
Mečka (mađ. Erdősmecske, nje. Ratzmetschke) je selo u južnoj Mađarskoj.
Zauzima površinu od 26,44 km četvorna.

## Zemljopisni položaj
Nalazi se na 46° 11' sjeverne zemljopisne širine i 18° 31' istočne zemljopisne dužine, podno južnih padina gorja Mečeka. Varažda je 2 km sjeverozapadno, Jetinj je 2,5 km jugozapadno, Feketić je 3 km jugoistočno, a Faluv je 3 km sjeverno.

## Upravna organizacija
Upravno pripada Pečvarskoj mikroregiji u Baranjskoj županiji. Poštanski broj je 7723.

## Promet
2,5 km južno od sela prolazi željeznička pruga Pečuh – Bacik. Na pruzi se nalazi postaja koja nosi ime sela.

## Stanovništvo
Mečka ima 417 stanovnika (2001.).
Mečka je nekad imala brojnu njemačku zajednicu, ali i brojne pripadnike Raca , zbog čega je do 1948. nosila ime Rácmecske.

## Vanjske poveznice
- (mađ.) Erdősmecske Önkormányzatának honlapja[neaktivna poveznica]
- Mečka na fallingrain.com